# Festivali i Këngës 2019
Das 58. Festivali i Këngës fand vom 19. bis 22. Dezember 2019 statt und ist der albanische Vorentscheid für den Eurovision Song Contest 2020 in Rotterdam (Niederlande). Alketa Vejsiu moderierte alle drei Sendungen. Die Sängerin Arilena Ara gewann mit ihrem Lied Shaj.

## Konzept

### Format
Das Format für 2020 soll laut der öffentlich-rechtliche Rundfunkanstalt Radio Televizioni Shqiptar (RTSH) gleich bleiben. So wird erneut jeder Interpret in den zwei Halbfinals auftreten, ehe eine Jury die Finalisten bestimmt. Die Jury besteht aus den folgenden Mitgliedern:
- – Christer Björkman
- – Dimitris Kontopoulos
- – Mikaela  Minga
- – Felix Bergsson
- – Rita Petro

Dimitris Kontopoulos komponierte bereits viele Beiträge für den Eurovision Song Contest und konnte 2019 als Komponist von Sergej Lasarews Lied Scream den dritten Platz für Russland erreichen. Christer Björkman ist Produzent des Melodifestivalen, Felix Bergsson Delegationsleiter Islands, Mikaela Minga und die Komponistin Pita Petro sind die einzigen albanischen Jurymitgliederinnen.
Die Regisseurin Vera Grabocka, die zuletzt 1994 Regie führte, wird 2019 die Regie übernehmen.

### Beitragswahl
Vom 28. Mai bis zum 15. September 2019 hatten Komponisten die Gelegenheit, einen Beitrag beim albanischen Fernsehen RTSH einzureichen. Wie viele Beiträge RTSH 2019 erreicht haben, wurde nicht bekannt gegeben.

## Teilnehmer

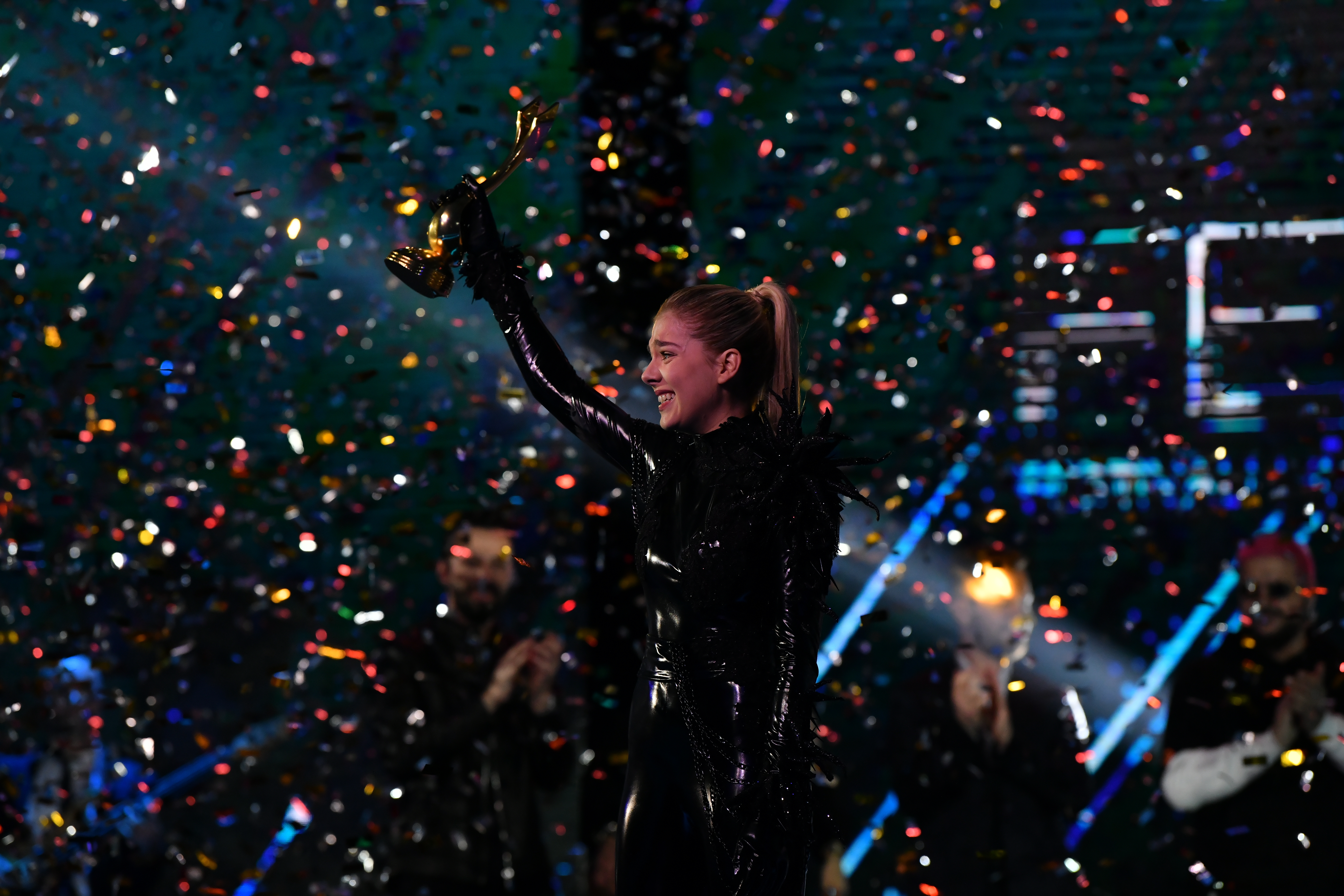
Die jubelnde Gewinnerin Arilena Ara

Am 24. Oktober 2019 stellte RTSH die 20 Teilnehmer vor, die am Festivali i Këngës 2019 teilnehmen werden.
Am 8. Dezember 2019 veröffentlichte RTSH die Liedertitel der Interpreten sowie die dazugehörigen Komponisten. Unter ihnen ist der Sieger des Festivali i Këngës 2017 Eugent Bushpepa, der das Lied Kutia e Pandorës von Valon Shehu komponiert hat. Am 9. Dezember 2019 wurden die Lieder in voller Länge veröffentlicht.

### Zurückkehrende Interpreten
Eine Reihe von Interpreten kehren 2019 zum Wettbewerb zurück. Unter ihnen ist Olta Boka, die bereits 2007 das Festivali i Këngës gewinnen konnte und Albanien beim Eurovision Song Contest 2008 in Belgrad (Serbien) vertrat.
| Interpret           | Vorheriges Teilnahmejahr                       |
| ------------------- | ---------------------------------------------- |
| Albërie Hadërgjonaj | 1995, 1997, 1998, 2005, 2006                   |
| Bojken Lako         | 1999, 2001, 2009, 2011, 2012, 2014, 2017, 2018 |
| Devis Xherahu       | 2007                                           |
| Elvana Gjata        | 2003                                           |
| Era Rusi            | 2005, 2008, 2009                               |
| Genc Tukiçi         | 2015, 2017                                     |
| Olta Boka           | 2007                                           |
| Renis Gjoka         | 2013, 2015                                     |
| Tiri Gjoçi          | 2012, 2016, 2017                               |
| Valon Shehu         | 2012                                           |

## Halbfinale

### Erstes Halbfinale
Das erste Halbfinale (Gjysmëfinal 1) fand am 19. Dezember 2019 um 20:30 Uhr (MEZ) im Pallati i Kongreseve in Tirana statt. Fünf Interpreten qualifizierten sich für das Finale. Die Siegerin des vergangenen Jahres, Jonida Maliqi, eröffnete das Halbfinale mit ihrem Gewinnerlied Ktheju tokës. Mahmood trat nach der Präsentation aller zehn Titel mit seinem Lied Soldi auf.
| Startnr. | Interpret           | Lied Musik (M) und Text (T)                              | Sprache             | Übersetzung (Inoffiziell)        |
| -------- | ------------------- | -------------------------------------------------------- | ------------------- | -------------------------------- |
| 01       | Nadia & Genc Tukiçi | Ju flet Tirana M: Genc Tukiçi; T: Agim Xheka             | Albanisch           | Tirana ruft                      |
| 02       | Sara Bajraktari     | Ajër M/T: Adrian Hila                                    | Albanisch           | Luft                             |
| 03       | Devis Xherahu       | Bisedoj me serenatën M: Devis Xherahu; T: Jorgo Papingji | Albanisch           | Reden mit Ständchen              |
| 04       | Kanita              | Ankth M: Boban Apostolov; T: Lindon Berisha              | Albanisch           | Angst                            |
| 05       | Kamela Islamaj      | Më ngjyros M: Kamela Islamaj; T: Megi Hasani             | Albanisch           | Färbe mich                       |
| 06       | Bojken Lako         | Malaseen M/T: Bojken Lako                                | Albanisch           | Sie verließ mich ungesehen       |
| 07       | Elvana Gjata        | Me tana M/T: Elvana Gjata                                | Albanisch           | Mit allem                        |
| 08       | Aldo Bardhi         | Melodi M: Aldo Bardhi; T: Naxhije Berisha                | Albanisch, Englisch | Melodie                          |
| 09       | Renis Gjoka         | Loja M: Renis Gjoka; T: Ilir Krasniqi                    | Albanisch           | Das Spiel                        |
| 10       | Albërie Hadërgjonaj | Ku ta gjej dikë ta dua M: Adrian Hila; T: Timo Flloko    | Albanisch           | Wo finde ich jemanden zum Lieben |

 Kandidat hat sich für das Finale qualifiziert.

### Zweites Halbfinale
Das zweite Halbfinale (Gjysmëfinal 2) fand am 20. Dezember 2019 um 20:30 Uhr (MEZ) im Pallati i Kongreseve in Tirana statt. Sieben Interpreten qualifizierten sich für das Finale.
| Startnr. | Interpret         | Lied Musik (M) und Text (T)                                 | Sprache   | Übersetzung (Inoffiziell) |
| -------- | ----------------- | ----------------------------------------------------------- | --------- | ------------------------- |
| 01       | Kastro Zizo       | Asaj M/T: Gramoz Kozeli, Kleviz Bega                        | Albanisch | Sie                       |
| 02       | Tiri Gjoci        | Me gotën bosh M: Everest Ndreca; T: Pandi Laço              | Albanisch | Mit einem leeren Glas     |
| 03       | Olta Boka         | Shkrime në mur M: Florent Boshnjaku; T: Genc Salihu         | Albanisch | Geschriebenes an der Wand |
| 04       | Era Rusi          | Eja Merre M: Darko Dimitrov; T: Naxhije Berisha             | Albanisch | Komme und kriege es       |
| 05       | Wendi Mancaku     | Ende M: Wendy Mancaku; T: Endrit Mumajesi                   | Albanisch | Immer noch                |
| 06       | Robert Berisha    | Ajo nuk është unë M/T: Filloreta Raçi                       | Albanisch | Sie ist nicht ich         |
| 07       | Gena              | Shqiponja e lirë M: Gena; T: Endrit Mumajesi                | Albanisch | Freier Adler              |
| 08       | Eli Fara & Stresi | Bohem M: Eli Far; T: Rozana Radi                            | Albanisch | Bohème                    |
| 09       | Arilena Ara       | Shaj M: Darko Dimitrov, Lazar Cvetkovski; T: Lindon Berisha | Albanisch | Beleidigung               |
| 10       | Valon Shehu       | Kutia e Pandorës M: Eugent Bushpepa; T: Elvis Preni         | Albanisch | Pandoras Box              |

 Kandidat hat sich für das Finale qualifiziert.

## Finale
Das Finale fand am 22. Dezember 2019 um 20:30 Uhr (MEZ) im Pallati i Kongreseve in Tirana statt. Die Sängerin Arilena Ara gewann mit ihrem Lied Shaj vor Elvana Gjata. In der Pause trat Eleni Foureira mit einem Mashup vergangener Beiträge des Eurovision Song Contest und bekannter Lieder auf. Zunächst sang sie ihr Lied El Ritmo Psicodélico, ehe sie Verka Serduchkas Beitrag beim Eurovision Song Contest 2007, Dancing Lasha Tumbai, sang. Anschließend folgten die Lieder Sweet Dreams (Are Made of This), What Is Love und Loquita. Abschließend sang sie ihr Lied Fuego, mit dem sie 2018 den zweiten Platz belegte.
| Platz | Startnr. | Interpret           | Lied Musik (M) und Text (T)                                 | Sprache   | Übersetzung (Inoffiziell)        | Juryvoting        | Juryvoting           | Juryvoting     | Juryvoting    | Juryvoting | Juryvoting |
| Platz | Startnr. | Interpret           | Lied Musik (M) und Text (T)                                 | Sprache   | Übersetzung (Inoffiziell)        | Christer Björkman | Dimitris Kontopoulos | Felix Bergsson | Mikaela Minga | Rita Petro | Gesamt     |
| ----- | -------- | ------------------- | ----------------------------------------------------------- | --------- | -------------------------------- | ----------------- | -------------------- | -------------- | ------------- | ---------- | ---------- |
| 01.   | 06       | Arilena Ara         | Shaj M: Darko Dimitrov, Lazar Cvetkovski; T: Lindon Berisha | Albanisch | Beleidigung                      | 10                | 13                   | 13             | 13            | 18         | 67         |
| 02.   | 10       | Elvana Gjata        | Me tana M/T: Elvana Gjata                                   | Albanisch | Mit allem                        | 18                | 18                   | 18             | 2             | 8          | 64         |
| 03.   | 02       | Sara Bajraktari     | Ajër M/T: Adrian Hila                                       | Albanisch | Luft                             | 13                | 10                   | 10             | 8             | 9          | 50         |
| 04.   | 05       | Bojken Lako         | Malaseen M/T: Bojken Lako                                   | Albanisch | Sie verließ mich ungesehen       | 3                 | 8                    | 3              | 18            | 13         | 45         |
| 05.   | 12       | Era Rusi            | Eja Merre M: Darko Dimitrov; T: Naxhije Berisha             | Albanisch | Komme und kriege es              | 8                 | 9                    | 9              | 10            | 7          | 43         |
| 06.   | 08       | Kamela Islamaj      | Më ngjyros M: Kamela Islamaj; T: Megi Hasani                | Albanisch | Färbe mich                       | 6                 | 6                    | 4              | 9             | 10         | 35         |
| 07.   | 09       | Albërie Hadërgjonaj | Ku ta gjej dikë ta dua M: Adrian Hila; T: Timo Flloko       | Albanisch | Wo finde ich jemanden zum Lieben | 7                 | 5                    | 6              | 5             | 4          | 27         |
| 08.   | 01       | Valon Shehu         | Kutia e Pandorës M: Eugent Bushpepa; T: Elvis Preni         | Albanisch | Pandoras Box                     | 1                 | 2                    | 7              | 7             | 6          | 23         |
| 08.   | 04       | Tiri Gjoci          | Me gotën bosh M: Everest Ndreca; T: Pandi Laço              | Albanisch | Mit einem leeren Glas            | 2                 | 4                    | 8              | 6             | 3          | 23         |
| 10.   | 03       | Robert Berisha      | Ajo nuk është unë M/T: Filloreta Raçi                       | Albanisch | Sie ist nicht ich                | 9                 | 3                    | 2              | 3             | 1          | 18         |
| 10.   | 07       | Gena                | Shqiponja e lirë M: Gena; T: Endrit Mumajesi                | Albanisch | Freier Adler                     | 4                 | 7                    | 1              | 1             | 5          | 18         |
| 12.   | 11       | Olta Boka           | Shkrime në mur M: Florent Boshnjaku; T: Genc Salihu         | Albanisch | Geschriebenes an der Wand        | 5                 | 1                    | 5              | 4             | 2          | 17         |

## Kompilation
Am 28. Februar 2020 wurde eine Kompilation mit 17 der 20 Wettbewerbstitel zum Download veröffentlicht. Der Siegertitel Shaj, sowie die Titel Me tana und Eja merre sind nicht im Album erhalten, sondern lediglich als Single verfügbar.
| Nr.          | Titel                  | Länge |
| ------------ | ---------------------- | ----- |
| 1.           | Ku ta gjej dikë ta dua | 3:14  |
| 2.           | Ajo nuk është unë      | 3:02  |
| 3.           | Ankth                  | 2:48  |
| 4.           | Melodi                 | 3:16  |
| 5.           | Botë për dy            | 3:26  |
| 6.           | Malaseen               | 3:38  |
| 7.           | Bisedoj me serenatën   | 4:13  |
| 8.           | Bohem                  | 3:26  |
| 9.           | Shqiponja e lirë       | 3:22  |
| 10.          | Më ngjyros             | 3:46  |
| 11.          | Ju flet Tirana         | 3:25  |
| 12.          | Loja                   | 4:00  |
| 13.          | Me gotën bosh          | 3:00  |
| 14.          | Kutia e Pandorës       | 2:58  |
| 15.          | Ajër                   | 3:38  |
| 16.          | Ende                   | 3:43  |
| 17.          | Asaj                   | 3:47  |
| Gesamtlänge: | Gesamtlänge:           | 58:42 |